# مالديفيون
شعب ديفهي هم مجموعة إثنية من شبه القارة الهندية ترجع أقدم سجلاتها التاريخية إلى أكثر من ألفي عام. لغتهم المحلديبية.
يبلغ تعدادهم 400,000 في العالم ويعيش 97% منهم في المالديف بينما الباقون موزعون على دول مثل الهند وسريلانكا وماليزيا وإنكلترا.

## التوزع الجغرافي

### المالديف
المالديفيون هم الشعب الأصلي للمنطقة التاريخية لجزر المالديف التي تضم ما يعرف اليوم بجمهورية المالديف وجزيرة ماليكو ولكشديب، في الهند. أدى انفصال ماليكو عن الحكم المالديفي وانضوائها تدريجيًا تحت لواء الحكومة الهندية إلى ظهور سكان من شعب المالديف يحملون الجنسية الهندية يعرفون باسم شعب محل.
بما أن مالديفيا هي معقل الشعب المالديفي، فإن أكثر من 97% من جميع المالديفيين هم من المالديف. تعود أصول جميع المجتمعات المالديفية حول العالم (من بينها شعب ماليكو) إلى المالديف. يتألف مجتمع الشعب المالديفي في المالديف من مجموعتين رئيسيتين من أصل الفروع الثلاث من المالديفيين: المجموعة الرئيسية من المالديفيين والمجموعة الجنوبية منهم (المعروفة أيضًا بالسوفاديفيين) على التوالي.

#### المجموعة الجنوبية من المالديفيين
نتيجة لبعض الأنشطة السياسية التي حدثت في الجنوب في أوائل الستينيات، اعتمد بعض المؤلفين مصطلح «سوفاديفيين» للإشارة إلى المجموعة الجنوبية من المالديفيين. في الفترة بين عامي 1959 و1963، ظهرت هناك حكومة منفصلة تدعى جمهورية سوفاديف المتحدة، والتي شكلها الجنوبيون، ومنها جاء الاسم، إلا أنه لم تكن هناك أسماء محلية لها. يشير الاسمان «سوفاديف وسوفاديفيان» إلى أن أصل هذه الأسماء يعود إلى الاسم القديم للجزر المرجانية الثلاث الواقعة في أقصى الجنوب وتشمل كلًا من هوفادر، وفوفامولاه، وآدو، الذي كان سوفاديفا.
يبلغ عدد السوفاديفيانيين، الذين يعيشون في الجزر المرجانية الثلاث الواقعة في أقصى الجنوب من المنطقة الاستوائية (جزر هوفادر، وفوفامولاه، وآدو المرجانية) نحو 60 ألف نسمة، ويشكلون نحو 20% من مجموع المالديفيين. حسب الباحثين، فإن هذه المجموعة من المالديفيين هي الأقرب إلى السكان المالديفيين الأصليين من حيث اللسانيات والأصول الإثنية. السبب وراء ذلك كما اقترح الباحثون وثبت من السجلات التاريخية هو التدخل القليل الآتي من العالم من حولهم إلى تلك المجموعة. خلافاً لمجموعة المالديفيين الأخرى، لم تتأثر هذه المجموعة بالحكم البرتغالي في المالديف إذ إنها لا تتجاوز قناة سودافيا. أيضًا، لم يكن هناك لم يتدخل التجار والرحالة في المنطقة كما حدث في غيرها.
وتتحدث كل جزيرة من الجزر المرجانية الثلاث في سوفاديفا أشكالها الخاصة من اللغة المالديفية (هوفادهو باس، ومولاكو باس، وآدو باس)، التي تختلف كثيرًا عن نظيراتها، وحسبما أشار الباحثون، ربما تكون الأكثر قرابة إلى الشكل الأصلي للغة. بالتالي، فإن السمات الأصلية لشعب المالديف محفوظة في هذه المجموعة أكثر من أي مجموعة أخرى منهم.

#### المجموعة الرئيسية من المالديفيين
بخلاف الأقلية الجنوبية، خاضت هذه المجموعة من المالديفيين علاقات خارجية. توجد هناك عدة أمثلة وردت فيها تقارير عن تدخل من الخارج مثل التجار والمسافرين وغيرهم.. فضلًا عن ذلك، دفع الحكم البرتغالي إلى جانب عوامل أخرى كثيرة إلى اختلاط العوامل الخارجية مع لسان الشعب وخلفيته الإثنية إلى حد كبير.

### الهند
أدى انفصال ماليكو عن الحكم المالديفي وانضوائها تدريجيًا تحت حكم الهند إلى ظهور سكان من شعب المالديف يحملون الجنسية الهندية. تتألف هذه المجموعة من المالديفيين من شعب ماليكو والمجتمعات المهاجرة من ماليكو عبر الهند وغيرها. باستثناء سكان ماليكو، لا تحمل مجتمعات أخرى من الإثنية المالديفية الجنسية الهندية. يشار رسميًا إلى هذه المجموعة من المالديفيين باسم شعب محل. يعرف الناس عن أنفسهم محليًا باسم «ماليكون». يشكل شعب محل المجموعة الفرعية الثالثة من المالديفيين.

#### شعب ماليكو (ماليكون) – شعب محل
يشكل شعب محل المجموعة الفرعية الثالثة من المالديفيين الذين يتمركزون في جزيرة ماليكو، ويشكلون الطائفة الوحيدة من الإثنية المالديفية في الهند. تمتلك هذه المجموعة لهجتها الخاصة (تدعى ماليكو باس أو محل) والتي تحتفظ ببعض سمات اللغة المالديفية القديمة، كما تظهر فيها تأثّر من اللغة الماليالامية أيضًا. مع ذلك، يمكن فهم اللهجة بشكل متبادل مع نظيرتها المالديفية النظامية وترتبط بشكل أكبر مع اللهجات الأخف لشمال المالديف.
فيما يتعلق باللسانيات والأسس الإثنية، تتطابق هذه المجموعة تمامًا مع مع المجموعة الرئيسية من المالديفيين في المالديف. إلا أن انفصال ماليكو عن الحكم المالديفي والتحول تدريجيًا إلى جزء من الهند، وبالتالي أصبحت المجموعة الوحيدة من المالديفيين غير الحاملين للجنسية المالديفية، جعل علماء الأنثروبولوجيا يصنفون سكان المالديف ضمن مجموعات فرعية. إن انعزال هذه المجموعة عن بقية المالديفيين وعملية التأقلم التي يمر بها شعب محل نتيجة لذلك،، فضلًا عن تغير الجنسية، أحد أسباب انفصال هذه المجموعة عن المجموعة الرئيسية من المالديفيين. يعود أصل هذه المجموعة، مثل أي مجموعة أخرى من المالديفيين، إلى المالديف. ثبت قصة تيفارون، ولسانيات الناس في ماليكو، وعديد من العوامل الأخرى صحة هذه النظرية.
شعب محل هو المجتمع الوحيد من الإثنية المالديفية (باستثناء مجتمعات المهاجرين) الذي يقع خارج حدود جمهورية المالديف. يشكلون نحو 3% من مجموع سكان المالديف.
يعيش معظم شعب محل في موطنهم الأم ماليكو (مينيكوي). يشكلون 15.57% من إجمالي سكان لكشديب، إذ ظهروا كمجموعة إثنية منفصلة بين بقية السكان. يعود أصل كل مجتمعات شعب محل في الهند إلى ماليكو.
توجد هناك مجتمعات من شعب محل (مجتمعات مهاجرة من ماليكو) في أجزاء أخرى من الهند أيضًا. استقرت أعداد من شعب محل في كل من مقاطعات كوريكود، ومالابورام، إرناكولام، ثيروفانانثابورام (تريفاندروم) في ولاية كيرلا الجنوبية. هاجر أسلاف مجتمعات شعب محل الحاليين في كيرلا من ماليكو واستقروا هناك في القرن في القرن السابع عشر، عندما كانت جزر لكشديب تحت حكم علي راجا/ أراكال بهيفي في كانور.
منذ عام 1957، حظرت هذه المجموعة من المالدفيين في ماليكو عن نظرائها المالديفيين في المالديف. منعت الحكومة الهندية المواصلات المباشرة بين ماليكو والمالديف. على إثر ذلك، مرت هذه المجموعة الهندية من المالديفيين بعملية مستمرة من التطبع الثقافي نتيجة عدم اتصالهم مع بقية شعب المالديف والضغط عليهم لاستخدام لغات مثل اللغة الماليالامية والإنكليزية والهندية. ثبت أنه كان لذلك تأثير كبير على الثقافة واللسانيات وغيرها من الشؤون الحياتية اليومية لهذه المجموعة من المالديفيين.

### المجموعات المهاجرة
يوجد عدد كبير من مجتمعات المالديفيين المهاجرين في عدة بلدان. لا يمكن تصنيف المجتمعات المهاجرة سوى من الجانب المالديفي، إذ إن جميع المالديفيين ينتمون لنفس الإثنية، خلافًا للهند، حيث أن وجود آلاف الثقافات والإثنيات يجعل السجلات أكثر صرامة بهذا الخصوص. نظرًا لكون المالديفيين من ماليكو يشكلون ما لا يزيد عن 0.0015% من مجموع سكان الهند أمام 100% بالنسبة لنظرائهم في جزر المالديف، فإن هذه المعلومات لا يمكن جمعها إلا من السفارات المالديفية حول العالم.

#### سريلانكا
يعيش في سري لانكا نحو 20 ألف شخصًا من أصل إثني مالديفي، حسب تعداد عام 2013.

## الثقافة

### اللغة والأدب
لدى المالديفيين مشاعر قوية تجاه اللغة المالديفية. إذ كانت تاريخيًا، ولا تزال إلى حد كبير، لبنة أساسية للهوية المالديفية. بخلاف اللغات الأخرى في جنوب الهند، تنتمي المالديفية لعائلة اللغات الهندية الأوروبية، في حين أن لغات جنوب الهند الأخرى هي لغات درافيدية. غير أن اللغة تظهر بعض التأثيرات على اللغات الدرافيدية المجاورة، وبها عدد من الكلمات المستعارة من مفردات درافيدية.